# Поворачивающийся фильтр
В области прикладной математики, поворачивающийся фильтр
— это ядро свёртки по выбору направления (выразимое как линейный набор состояний объекта, обусловленных только его направленностью в пространстве, при неизменных внешних условиях; например, набор карт освещённости объекта, зависящей от его поворота к условно неподвижному источнику света), которое используется для повышения качества изображения и выделения в нём особенных черт. Пример поворачивающегося фильтра — ориентированная первая производная двумерного фильтра Гаусса: она равна скалярному произведению направления, заданного единичным вектором, и градиента. Базисные фильтры — это частные производные двумерного фильтра Гаусса по {\displaystyle x} и {\displaystyle y}.
Процесс, с помощью которого ориентированный фильтр синтезируется для любого заданного угла, известен как «рулевой поворот», что аналогично повороту луча для антенной решётки. Применение поворачивающихся фильтров включает: обнаружение границ объектов, анализ ориентированных текстур и определение объёмной формы объекта по картам его затенения.
Новый математический поворачивающийся фильтр может быть создан на основе существующего — например, через аппроксимацию его формы (то есть её упрощение) или, наоборот, её усложнение, — для изменения соотношения чистоты фильтрации с её вычислительной сложностью.